# Kosuke Sugimoto
Kosuke Sugimoto (jap. 杉本 幸祐 Sugimoto Kosuke; ur. 2 grudnia 1994 w Fukuroi) – japoński narciarz dowolny, specjalizujący się w jeździe po muldach.
Po raz pierwszy na arenie międzynarodowej pojawiła się 3 kwietnia 2010 roku w Kitashiobara, gdzie w zawodach FIS zajął 36. miejsce w jeździe po muldach. W 2013 roku zajął dziesiąte miejsce w jeździe po muldach na mistrzostwach świata juniorów w Chiesa in Valmalenco.
W zawodach Puchar Świata zadebiutował 1 marca 2014 w Inawashiro, zajmując 30. miejsce w jeździe po muldach. Tym samym już w debiucie zdobył pierwsze pucharowe punkty. Na podium zawodów tego cyklu po raz pierwszy stanął 13 stycznia 2022 roku w Deer Valley, kończąc rywalizację w jeździe po muldach na trzeciej pozycji. W zawodach tych wyprzedzili go jedynie Kanadyjczyk Mikaël Kingsbury oraz kolejny Japończyk, Ikuma Horishima. W sezonie 2021/2022 zajął piąte miejsce w klasyfikacji generalnej jazdy po muldach.
Podczas mistrzostw świata w Ałmaty w 2021 roku zajął 27. miejsce w jeździe po muldach i 30. w muldach podwójnych. Na rozgrywanych rok później igrzyskach olimpijskich w Pekinie był dziewiąty w jeździe po muldach.

## Osiągnięcia

### Igrzyska olimpijskie
| Miejsce | Dzień    | Rok  | Miejscowość | Konkurencja      | Zwycięzca       |
| ------- | -------- | ---- | ----------- | ---------------- | --------------- |
| 9.      | 5 lutego | 2022 | Pekin       | Jazda po muldach | Walter Wallberg |

### Mistrzostwa świata
| Miejsce | Dzień   | Rok  | Miejscowość | Konkurencja      | Zwycięzca        |
| ------- | ------- | ---- | ----------- | ---------------- | ---------------- |
| 27.     | 8 marca | 2021 | Ałmaty      | Jazda po muldach | Mikaël Kingsbury |
| 30.     | 9 marca | 2021 | Ałmaty      | Muldy podwójne   | Mikaël Kingsbury |

### Puchar Świata

#### Miejsca w klasyfikacji generalnej
- sezon 2013/2014: -
- sezon 2014/2015: 150.
- sezon 2015/2016: 239.
- sezon 2016/2017: 223.
- sezon 2018/2019: 228.
- sezon 2019/2020: 104.

Od sezonu 2020/2021 klasyfikacja jazdy po muldach jest jednocześnie klasyfikacją generalną.
- sezon 2020/2021: 15.
- sezon 2021/2022: 5.

#### Miejsca na podium w zawodach
1. Deer Valley – 13 stycznia 2022 (jazda po muldach) – 3. miejsce